# سفر جاده‌ای (فیلم ۲۰۲۴)
سفر جاده‌ای (انگلیسی: Road Trip) یک فیلم جاده‌ای کمدی محصول سال ۲۰۲۴ سینمای فیلیپین به نویسندگی کندی پانگیلینان و کارگردانی آندوی رانای است. جانیس دی بلن، گلی دی بلن، کارمینا ویلاروئل و کندی پانگیلینان در این فیلم به ایفای نقش می‌پردازند. این فیلم در مورد چهار دوست است که یک سفر جاده ای برای دیدار از یک دوست دارند.
این فیلم در ۱۴ می ۲۰۲۴ در نتفلیکس اکران شد و در رتبه اول ۱۰ فیلم برتر نتفلیکس در فیلیپین قرار گرفت.